# نبرد تدوریگاوا
نبرد تدوریگاوا (به ژاپنی: 手取川の戦い Tedorigawa no Tatakai) نبردی بود مابین اودا نوبوناگا و اوئسوگی کنشین که در نزدیکی رود تدوری، در ولایت کاگا در سال ۱۵۷۷ در ژاپن درگرفت. محل این نبرد در استان ایشیکاوای امروزی است.

## زمینه
تا سال (۱۵۷۶) خاندان اوئه‌سوگی و خاندان اودا در مقابل خاندان تاکدا و خاندان هوجوی اخیر با یکدیگر ائتلاف داشتند. پس از نبرد ناگاشینو، اوئه‌سوگی کنشین اتحاد خود را با نوبوناگا فسخ کرد. در سال ۱۵۷۶ آشیکاگا یوشی‌آکی به دشمن نوبوناگا خاندان موری محلق شد و اوئه‌سوگی کنشین نیز به دشمن دیگر نوبوناگا معبد هونگان پیوست و به این ترتیب حلقه محاصره نوبوناگا#سومین محاصره شکل گرفت.

## تصرف قلعه نانائو
اوئه‌سوگی کنشین پس از مرگ تاکدا شینگن، فرصتی یافت تا قلمرو خود را در شمال غربی ژاپن گسترش دهد. کنشین در سال ۱۵۷۶ درست بعد از فتح ولایت همسایه، ولایت اتچو، به ولایت نوتو (امروزه استان ایشیکاوا) حمله کرد. کنشین ابتدا قلعه‌های فرعی اطراف قلعه نانائو (واقع در ولایت نوتو) را به منظور منزوی کردن قلعه اصلی و محافظت از خطوط ارتباطی کاهش داد. با این وجود تصرف قلعه نانائو را بسیار دشوار یافت و کنشین مجبور به عقب‌نشینی شد (اولین محاصره قلعه نانائو).
سال بعد ۱۵۷۷ میلادی بازگشت و قلعه را محاصره کرد (دومین محاصره قلعه نانائو). صاحب قلعه هاتاکه‌یاما یوشیتاکا از اودا نوبوناگا درخواست کمک کرد، اما قبل از آنکه نوبوناگا بتواند پاسخ دهد، یوشیتاکا در شرایط مرموزی، احتمالاً به علت یک بیماری همه‌گیر یا ترور توسط زهر درگذشت. چو تسوناتسورا یکی از ملازم اصلی خاندان هاتاکه‌یاما بود که به شدت مقاومت می‌کرد. برای مقابله با چنین مقاومتی، کنشین موفق شد ملازم مهم دیگری، به نام یوسا تسوگومیتسو را به همکاری با خود وادارد. بدین ترتیب یوسا تسوگومیتسو به خاندان هاتاکه‌یاما خیانت کرده و دروازه قلعه را برای نیروهای کنشین باز کرد. پس از سقوط قلعه، کنشین کنترل قلعه را به یوسا واگذاشت.

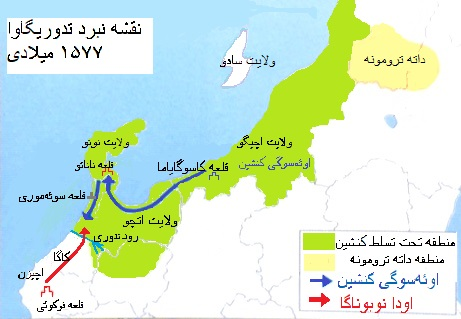
نقشه نبرد

## نبرد
اودا نوبوناگا که تا این زمان از درگیری با کنشین پرهیز داشت پس از تصرف ولایت اتچو برای حفظ ولایت نوتو و ولایت کاگا چاره ای جز جنگ با کنشین نیافت. نوبوناگا رهبری قوای مشترک را به شیباتا کاتسوایه واگذار کرد و او را به سمت ولایت کاگا فرستاد. فرماندهی یک گروه را نیز هاشیبا هیده‌یوشی برعهده داشت و قرار بود پس از پیوستن به کاتسوایه در زیر فرمان او با کنشین نبرد کند اما در طی حمله بر اثر اختلاف و جدال لفظی ای که مابین شیباتا کاتسوایه و هاشیبا هیده‌یوشی رخ داد، هیده‌یوشی خودسرانه از ادامه همراهی با سپاه اودا دست کشید و همراه با سربازانش به محل زندگی خود در قلعه ناگاهاما بازگشت. 
نیروهای نوبوناگا به فرماندهی، شیباتا کاتسوایه و مائدا توشی‌ایه از رود تدوری (تدوریگاوا) عبور کردند و آماده ورود به ولایت نوتو شدند، زیرا آنها هنوز از سقوط قلعه نانائو اطلاعی نداشتند و پس از اطلاع از سقوط قلعه نانائو و قلعه سوئه‌موری (ولایت نوتو) در ولایت نوتو، ارتش اودا (که اکنون خود نوبوناگا نیز به آن پیوسته‌بود) حرکت خود را به سمت ولایت نوتو متوقف کرد و تا رود تدوری بازگشت. اوئه‌سوگی کنشین که اکنون با نیروهای نظامی ولایت نوتو نیز لشکرش تقویت شده بود، به سمت موقعیت اودا در رود تدوری پیش رفت. سپاه اودا در نبرد پیش رو برای استفاده از توپ در کنار رودخانه بر ضد کنشین برنامه‌ریزی کرده بود. اما کنشین دستور داد تا سیلاب‌های رودخانه باز شود و در شب ۲۳ از ماه پنجم برابر با سوم نوامبر ۱۵۷۷ میلادی حمله را آغاز کرد. جریان شدید رودخانه و بارندگی مانع از این شد که خاندان اودا به‌طور مؤثر بتواند از سربازان مجهز به سلاح‌های تفنگ و همچنین توپ استفاده کند. نوبوناگا که توان مقابله را در خود نمی‌دید، دستور عقب‌نشینی و بازگشت به ولایت اومی را صادر کرد و این در حالی بود که سربازان چاره ای نداشتند جز اینکه از رود تدوری که بر اثر بارندگی بسیار پرآب شده بود، رد شوند. در طی گریز از حمله‌ی سپاه کنشین، هزار نفر از سربازان اودا به دست سپاه کنشین کشته شدند و همچنین بسیاری نیز در رود تدوری غرق شدند.
بدین ترتیب در سال ۱۵۷۷ کنشین توانست در نبرد تدوریگاوا نیروهای اودا به رهبری شیباتا کاتسوایه را شکست دهد.

## بعد از نبرد
کنشین ارتش خود را به ولایت نوتو برگرداند و دستور داد که قلعه نانائو تعمیر شود. کنشین پیروزی چشمگیری را در تدوریگاوا به دست آورد. در نتیجه، توزیع قدرت در شمال ژاپن به نفع کنشین تغییر یافت. به‌طور موقت کنشین توانست نفوذ خود را تا ولایت کاگا گسترش دهد. به نظر می‌رسد که در مورد حرکت بعدی کنشین بحث‌هایی میان دانشمندان وجود دارد، اما با توجه نامه‌های نوشته شده توسط کنشین چنین به نظر می‌رسد که کنشین اودا را حریف قابل ملاحظه‌ای نمی‌دانست. گرچه ممکن است این نیز مطرح باشد که اهداف واقعی کنشین پنهان بوده‌است. در نامه‌ها فرستاده شده از طرف کنشین به سامورایی‌های کانتو، اینطور به نظر می‌رسد که حرکت بعدی وی در آن زمان نه به سمت کیوتو بلکه بر ضد خاندان هوجو در کانتو بوده‌است. در نامه‌ها نوشته شده توسط نوبوناگا، او اظهار داشته که مایل است تمام ولایت‌های شمالی را به کنشین واگذار کند تا از پیشرفت کنشین در کیوتو جلوگیری کند. اما سال بعد در سال ۱۵۷۸، کنشین، قبل از شروع هرگونه نقشه‌ای در اثر سرطان درگذشت.
در سال ۱۵۸۱ هنگامی که نیروهای نوبوناگا ولایت نوتو را فتح کردند. نوبوناگا به جرم خیانت، یوسا را به قتل رساند و مائدا توشی‌ایه به جای او به عنوان ارباب قلعه منصوب شد.